# Durtòu
Durtol és un municipi francès situat al departament del Puèi Domat i a la regió d'Alvèrnia-Roine-Alps. L'any 2007 tenia 1.961 habitants.

## Demografia

### Població
El 2007 la població de fet de Durtol era de 1.961 persones. Hi havia 808 famílies de les quals 232 eren unipersonals (104 homes vivint sols i 128 dones vivint soles), 256 parelles sense fills, 264 parelles amb fills i 56 famílies monoparentals amb fills.
La població ha evolucionat segons el següent gràfic:
Habitants censats

### Habitatges
El 2007 hi havia 903 habitatges, 841 eren l'habitatge principal de la família, 10 eren segones residències i 52 estaven desocupats. 711 eren cases i 191 eren apartaments. Dels 841 habitatges principals, 576 estaven ocupats pels seus propietaris, 243 estaven llogats i ocupats pels llogaters i 22 estaven cedits a títol gratuït; 5 tenien una cambra, 35 en tenien dues, 132 en tenien tres, 225 en tenien quatre i 444 en tenien cinc o més. 633 habitatges disposaven pel capbaix d'una plaça de pàrquing. A 352 habitatges hi havia un automòbil i a 428 n'hi havia dos o més.

### Piràmide de població
La piràmide de població per edats i sexe el 2009 era:
| Homes | Edats   | Dones |
| ----- | ------- | ----- |
| 0     | 95 o +  | 0     |
| 0     | 90 a 94 | 4     |
| 8     | 85 a 89 | 20    |
| 12    | 80 a 84 | 8     |
| 28    | 75 a 79 | 60    |
| 44    | 70 a 74 | 68    |
| 60    | 65 a 69 | 44    |
| 48    | 60 a 64 | 76    |
| 48    | 55 a 59 | 52    |
| 108   | 50 a 54 | 88    |
| 56    | 45 a 49 | 120   |
| 104   | 40 a 44 | 68    |
| 84    | 35 a 39 | 68    |
| 52    | 30 a 34 | 68    |
| 56    | 25 a 29 | 52    |
| 64    | 20 a 24 | 48    |
| 56    | 15 a 19 | 36    |
| 84    | 10 a 14 | 60    |
| 52    | 5 a 9   | 48    |
| 36    | 0 a 4   | 48    |

## Economia
El 2007 la població en edat de treballar era de 1.284 persones, 913 eren actives i 371 eren inactives. De les 913 persones actives 860 estaven ocupades (456 homes i 404 dones) i 53 estaven aturades (21 homes i 32 dones). De les 371 persones inactives 130 estaven jubilades, 148 estaven estudiant i 93 estaven classificades com a «altres inactius».

### Ingressos
El 2009 a Durtol hi havia 842 unitats fiscals que integraven 1.960,5 persones, la mediana anual d'ingressos fiscals per persona era de 23.044 €.

### Activitats econòmiques
Dels 78 establiments que hi havia el 2007, 1 era d'una empresa alimentària, 2 d'empreses de fabricació d'altres productes industrials, 9 d'empreses de construcció, 10 d'empreses de comerç i reparació d'automòbils, 6 d'empreses de transport, 4 d'empreses d'hostatgeria i restauració, 2 d'empreses d'informació i comunicació, 8 d'empreses financeres, 3 d'empreses immobiliàries, 9 d'empreses de serveis, 18 d'entitats de l'administració pública i 6 d'empreses classificades com a «altres activitats de serveis».
Dels 17 establiments de servei als particulars que hi havia el 2009, 1 era una oficina de correu, 1 una oficina bancària, 1 autoescola, 3 guixaires pintors, 1 fusteria, 3 lampisteries, 1 empresa de construcció, 1 perruqueria, 3 restaurants, 1 agència immobiliària i 1 saló de bellesa.
Dels 7 establiments comercials que hi havia el 2009, 1 era una botiga de menys de 120 m², 1 una fleca, 1 una carnisseria, 1 una llibreria, 1 una botiga de roba, 1 un drogueria i 1 una floristeria.

## Equipaments sanitaris i escolars
El 2009 hi havia 1 hospital de tractaments de mitja durada (seguiment i rehabilitació), 1 un hospital de tractaments de llarga durada, 1 psiquiàtric i 1 farmàcia.
El 2009 hi havia 1 escola maternal i 1 escola elemental.

## Poblacions més properes
El següent diagrama mostra les poblacions més properes.